# Condado de Chickasaw (Iowa)
El condado de Chickasaw (en inglés: Chickasaw County, Iowa), fundado en 1851, es uno de los 99 condados del estado estadounidense de Iowa. En el año 2000 tenía una población de 13 095 habitantes con una densidad poblacional de 10 personas por km². La sede del condado es New Hampton.

## Historia
El Condado de Chickasaw, fue fundado el 15 de enero de 1851. Fue nombrado después de la tribu Chickasaw, que vivió en el sur de Estados Unidos en ese momento.

## Geografía
Según la Oficina del Censo, el condado tiene un área total de 1309 km² (505,4 mi²), de la cual 1307 km² (504,6 mi²) es tierra y 2 km² (0,8 mi²) es agua.

### Condados adyacentes
- Condado de Howard norte
- Condado de Winneshiek noreste
- Condado de Fayette sureste
- Condado de Bremer sur
- Condado de Butler suroeste
- Condado de Floyd oeste
- Condado de Mitchell noroeste

## Demografía
En el 2000 la renta per cápita promedia del condado era de $37 649, y el ingreso promedio para una familia era de $44 306. El ingreso per cápita para el condado era de $18 237. En 2000 los hombres tenían un ingreso per cápita de $30 099 contra $21 309 para las mujeres. Alrededor del 8.30 % de la población estaba bajo el umbral de pobreza nacional.
| 1900   | 1910   | 1920   | 1930   | 1940   | 1950   | 1960   | 1970   | 1980   | 1990   | 2000   |
| ------ | ------ | ------ | ------ | ------ | ------ | ------ | ------ | ------ | ------ | ------ |
| 17 037 | 15 375 | 15 431 | 14 637 | 15 227 | 15 228 | 15 034 | 14 969 | 15 437 | 13 295 | 13 095 |

## Lugares

### Ciudades
- Alta Vista
- Bassett
- Fredericksburg
- Ionia
- Lawler
- Nashua
- New Hampton
- North Washington
- Protivin

### Principales carreteras
- U.S. Highway 18
- U.S. Highway 63
- U.S. Highway 218
- Carretera de Iowa 24
- Carretera de Iowa 27
- Carretera de Iowa 346